# Carl Mortensen (musiker)
Carl Mortensen, född 6 januari 1832 i Kerteminde, död 3 november 1893 i Jonstrup, var en dansk musiker. 
Mortensen var verksam som musiklärare på Jonstrup seminarium. Han utgav violin-, orgel- och harmoniumskolor avsedda för seminarister och komponerade en del sångmelodier, som vann utbredning.